# Siba Shakib
Siba Shakib (ur. 31 grudnia 1969 w Teheranie) – irańsko-niemiecka pisarka i autorka filmów dokumentalnych oraz aktywistka polityczna. Pisze w języku niemieckim.
W 2001 opublikowała książkę Nad Afganistanem Bóg już tylko płacze, przetłumaczoną na 27 języków i nagrodzoną nagrodą P.E.N. Książka, oparta na prawdziwej historii, stała się tak sławna, że nazywano organizacje czy przedszkola imieniem jej głównej bohaterki, Shrin-Gol.
Od lat 90. zaangażowana w sprawy ojczystego Iranu i sąsiadującego z nim Afganistanu. Wyreżyserowała o nim nagrodzony niemiecką nagrodą obrony praw człowieka film dokumentalny A Flower for the Women of Kabul.
Obecnie mieszka w Nowym Jorku, we Włoszech i w Dubaju. Pracuje nad sfilmowaniem swojej powieści Samira i Samir.

## Twórczość

### Książki
- Samira i Samir (2005), Wydawnictwo Literackie Muza, Warszawa ISBN 83-7319-654-4.
- Nad Afganistanem Bóg już tylko płacze (2003), Wydawnictwo Literackie Muza, Warszawa ISBN 83-7319-415-0.

### Filmy
- A Flower for the Women in Kabul – 50 years UN (1998), reżyseria
- Alone in Afghanistan – the story of a nurse and her hospital (1997) – reżyseria
- And Hope Remains: the story of a child soldier (1996), reżyseria i scenariusz
- Tonino the Camora (1995), reżyseria
- Shoes – a little psychology (1992), reżyseria
- Iran – 10 year post Revolution (1989), reżyseria
- Mahmoudy versus Mahmoody, reżyseria
- Gemini[3]